# Morbid Angel
Morbid Angel este o formație death metal din Tampa, Florida, S.U.A., fondată în anul 1984. Alături de Death, Possessed și Obituary, trupa de față a avut un rol crucial în dezvoltarea acestui gen de muzică. Revista Terrorizer a plasat albumul lor de debut din 1989 (Altars of Madness) pe locul 1 în "Top 40 greatest death metal albums", iar revista Decibel Magazine l-a plasat pe chitaristul Trey Azagthoth pe locul 1 în topul celor mai buni chitariști din toate timpurile ("death metal guitarist ever"). Conform Nielsen SoundScan, Morbid Angel este a treia formație death metal cu cele mai bune vânzări din Statele Unite (după Cannibal Corpse și Deicide, cu vânzări de peste 445.000 până în 2003), iar cel de-al treilea lor album Covenant este cel mai bine-vândut album death metal de la începuturile perioadei Soundscan, cu peste 150.000 de unități vândute.
Piesele au un aranjament complex, iar cea mai mare contribuție îi aparține chitaristului Trey Azagthoth și toboșarului Pete Sandoval, care au mai fost membri ai trupei grindcore Terrorizer.
Morbid Angel a fost printre primele trupe care au semnat cu Earache Records și reprezintă una din principalele influențe din tranziția death metal cu thrash metal. Versurile se referă la satanism și anti-creștinism. După albumul Blessed Are the Sick, trupa s-a orientat spre cultura sumeriană, precum și lucrările lui H.P. Lovecraft. 

## Membrii formației

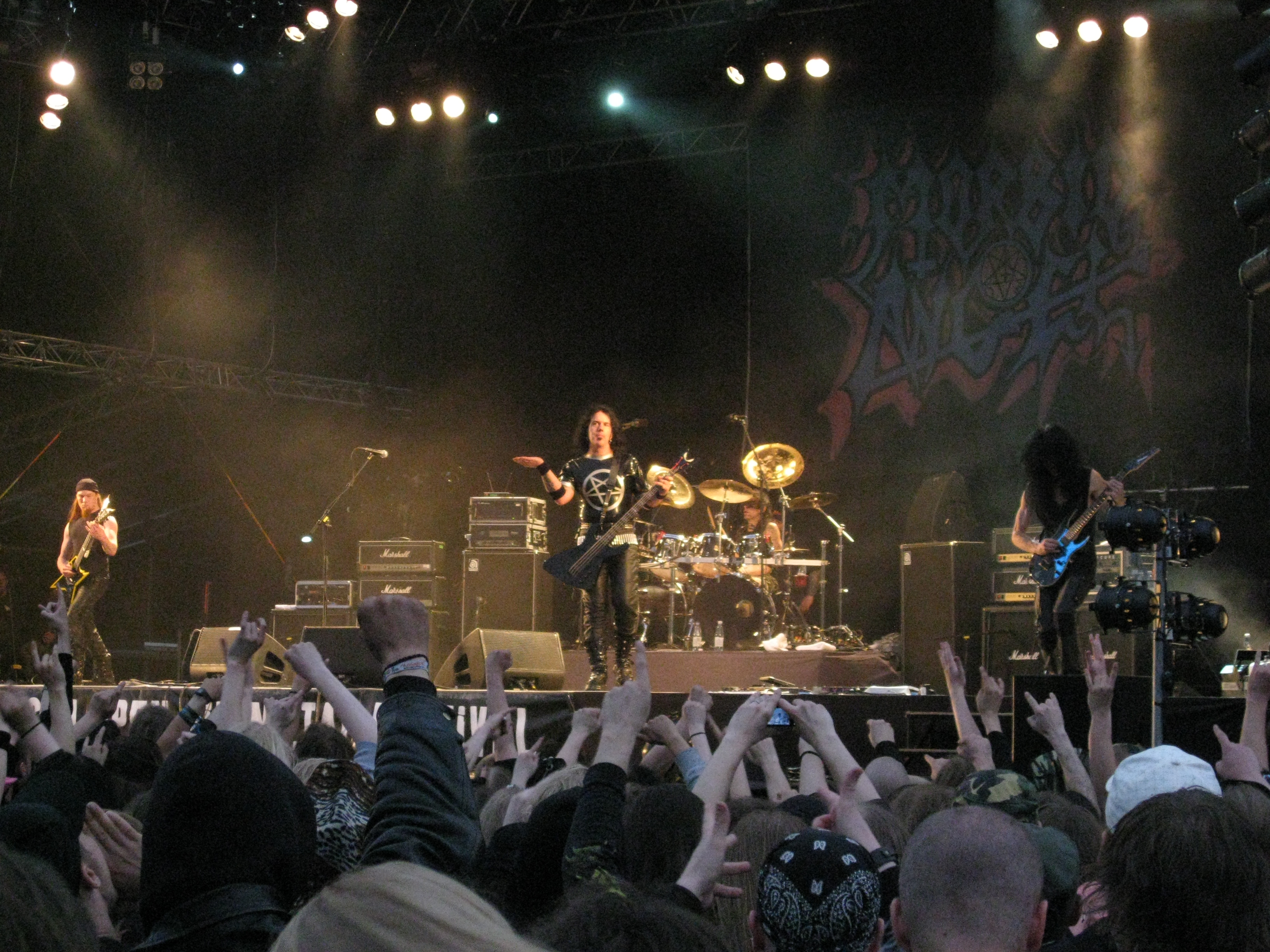
Morbid Angel în 2008

### Membri actuali
- Trey Azagthoth – chitară, chitară-sintetizator, clape, back vocal (1984–prezent)
- David Vincent – vocal, chitară bas (1986–1996, 2004–prezent)
- Destructhor – chitară (2008–prezent)
- Tim Yeung – baterie (2010–prezent)

### Foști membri
- Terri Samuels – vocal (1984)
- Dallas Ward – chitară bas, vocal (1984–1985)
- Mike Browning – baterie, percuție, vocal (1984–1986)
- Kenny Bamber – vocal (1985)
- John Ortega – chitară bas (1985–1986)
- Richard Brunelle – chitară (1985–1992, 1994, 1998)
- Michael Manson – vocal (1986)
- Sterling Von Scarborough – chitară bas (1986) (decedat)
- Wayne Hartsell – baterie (1986–1988)
- Pete Sandoval – baterie, percuție (1988–2010)
- Gino Marino – chitară (1992–1993)
- Erik Rutan – chitară, keyboards (1993–1996, 1998–2002, 2006)
- Steve Tucker – vocal, chitară bas (1997–2001, 2003–2004)
- Jared Anderson – vocal, chitară bas (2001–2002) (decedat)
- Tony Norman – chitară (2003–2006)

## Discografie

### Albume de studio
| An                                        | Detalii album                                                            | Poziții | Poziții  | Poziții | Poziții | Poziții | Poziții | Poziții | Poziții | Poziții | Poziții | Vânzări        |
| An                                        | Detalii album                                                            | US      | US Heat. | US Ind. | CHE     | FIN     | FRA     | GRC     | NLD     | SWE     | UK      | Vânzări        |
| ----------------------------------------- | ------------------------------------------------------------------------ | ------- | -------- | ------- | ------- | ------- | ------- | ------- | ------- | ------- | ------- | -------------- |
| 1989                                      | Altars of Madness - Lansat: 12 mai 1989 - Label: Earache                 | —       | —        | —       | —       | —       | —       | —       | —       | —       | —       |                |
| 1991                                      | Blessed Are the Sick - Lansat: 2 mai 1991 - Label: Earache               | —       | —        | —       | —       | —       | —       | 26      | 81      | —       | —       |                |
| 1993                                      | Covenant - Lansat: 22 iunie 1993 - Label: Giant                          | —       | 24       | —       | —       | —       | —       | —       | —       | —       | —       | - US: 153,000+ |
| 1995                                      | Domination - Lansat: 9 mai 1995 - Label: Giant                           | —       | 13       | —       | —       | —       | —       | —       | 93      | —       | 124     | - US: 99,000+  |
| 1998                                      | Formulas Fatal to the Flesh - Lansat: 24 februarie 1998 - Label: Earache | —       | 22       | —       | —       | —       | —       | —       | 93      | —       | —       | - US: 33,993+  |
| 2000                                      | Gateways to Annihilation - Lansat: 17 octombrie 2000 - Label: Earache    | —       | —        | —       | —       | —       | —       | —       | —       | —       | —       | - US: 40,000+  |
| 2003                                      | Heretic - Lansat: 22 septembrie 2003 - Label: Earache                    | —       | 27       | 28      | —       | —       | 146     | —       | —       | —       | —       | - US: 31,000+  |
| 2011                                      | Illud Divinum Insanus - Lansat: 7 iunie 2011 - Label: Season of Mist     | 141     | 3        | 24      | 97      | 18      | —       | —       | —       | 41      | —       | - US: 7,570+   |
| 2017                                      | Kingdoms Disdained                                                       |         |          |         |         |         |         |         |         |         |         |                |
| "—" denotes a release that did not chart. |                                                                          |         |          |         |         |         |         |         |         |         |         |                |

### Albume live
| An   | Detalii album                                      |
| ---- | -------------------------------------------------- |
| 1996 | Entangled in Chaos - Lansat: 1996 - Label: Earache |
| 2015 | Juvenilia                                          |

### Albume compilație
| An   | Detalii album                                                                           |
| ---- | --------------------------------------------------------------------------------------- |
| 2012 | Illud Divinum Insanus – The Remixes - Lansat: 28 februarie 2012 - Label: Season of Mist |
| 2016 | The Best of Morbid Angel                                                                |

### Albume demo
| An   | Detalii album                                                           | Poziții |
| An   | Detalii album                                                           | NLD     |
| ---- | ----------------------------------------------------------------------- | ------- |
| 1991 | Abominations of Desolation - Lansat: 2 septembrie 1991 - Label: Earache | 77      |

### EP-uri
| An   | Detalii                                        |
| ---- | ---------------------------------------------- |
| 1994 | Laibach Re-mixes - Lansat: 1994 - Label: Giant |
| 2017 | Complete Acid Terror                           |

### Single-uri
| An   | Cântec                 | Album                    |
| ---- | ---------------------- | ------------------------ |
| 1988 | "Thy Kingdom Come"     | Non-album single         |
| 1991 | "Fall from Grace"      | Blessed Are the Sick     |
| 1991 | "Abominations"         | Blessed Are the Sick     |
| 1991 | "Day of Suffering"     | Blessed Are the Sick     |
| 1991 | "The Ancient Ones"     | Blessed Are the Sick     |
| 1993 | "Rapture"              | Covenant                 |
| 1994 | "God of Emptiness"     | Covenant                 |
| 1995 | "Where the Slime Live" | Domination               |
| 2001 | "Opening of the Gates" | Gateways To Annihilation |
| 2011 | "Nevermore"            | Illud Divinum Insanus    |
| 2017 | "Piles of Little Arms" | Kingdoms Disdained       |

### Clipuri video
| An   | Cântec                                  | Regizor          |
| ---- | --------------------------------------- | ---------------- |
| 1991 | "Blessed Are the Sick/Leading the Rats" |                  |
| 1993 | "God of Emptiness"                      | Tony Kunewalder  |
| 1993 | "Rapture"                               | Tony Kunewalder  |
| 1995 | "Where the Slime Live"                  |                  |
| 2003 | "Enshrined by Grace"                    | Pete Bridgewater |
| 2012 | "Existo Vulgoré"                        | Thomas Mignone   |
| 2018 | "Garden of Disdain"                     | Nader Sadek      |